# David Harrower
David Harrower, född 1966 i Edinburgh, är en skotsk dramatiker.

## Biografi
David Harrower debuterade 1995 med Knives in Hens som uppfördes på Traverse Theatre i Edinburgh och sedan flyttades till Bush Theatre i London. Pjäsen blev också hans internationella genombrott och regisserades av Thomas Ostermeier 1997 på Deutsches Theaters annexscen Die Baracke i Berlin. 2005 hade Blackbird premiär på Edinburgh International Festival i regi av den tyske regissören Peter Stein. Denna uppsättning flyttades sedan till West End i London. 2007 tilldelades den en Laurence Olivier Award för bästa nya pjäs. Hans pjäser har också spelats på Royal National Theatre, National Theatre of Scotland, Royal Court Theatre och Young Vic liksom andra teatrar runtom i Storbritannien.
Hans dramatik räknas till den riktning som i Storbritannien sedan 1990-talet går under namnet in-yer-face-theatre med portalnamn som Sarah Kane och Mark Ravenhill.

## Uppsättningar i Sverige
- 2000 Knivar i hönor (Knives in Hens), Radioteatern, översättning Magnus Hedlund, regi Hanna Hartman, med bl.a. Kenneth Milldoff
- 2001 Knivar i hönor, Stockholms stadsteater, översättning Jacob Hirdwall & Michaela Granit, regi Michaela Granit
- 2006 Blackbird, Dramaten, översättning Marc Matthiesen, regi Eva Dahlman, med bland andra Göran Stangertz & Anna Björk
- 2007 Blackbird, Smålands Musik och Teater, Jönköping, översättning Marc Matthiesen, regi Elisabet Sevholt
- 2010 Blackbird, Göteborgs stadsteater, översättning Marc Matthiesen, regi Andrés Lima